# Port lotniczy Kunming-Wujiaba

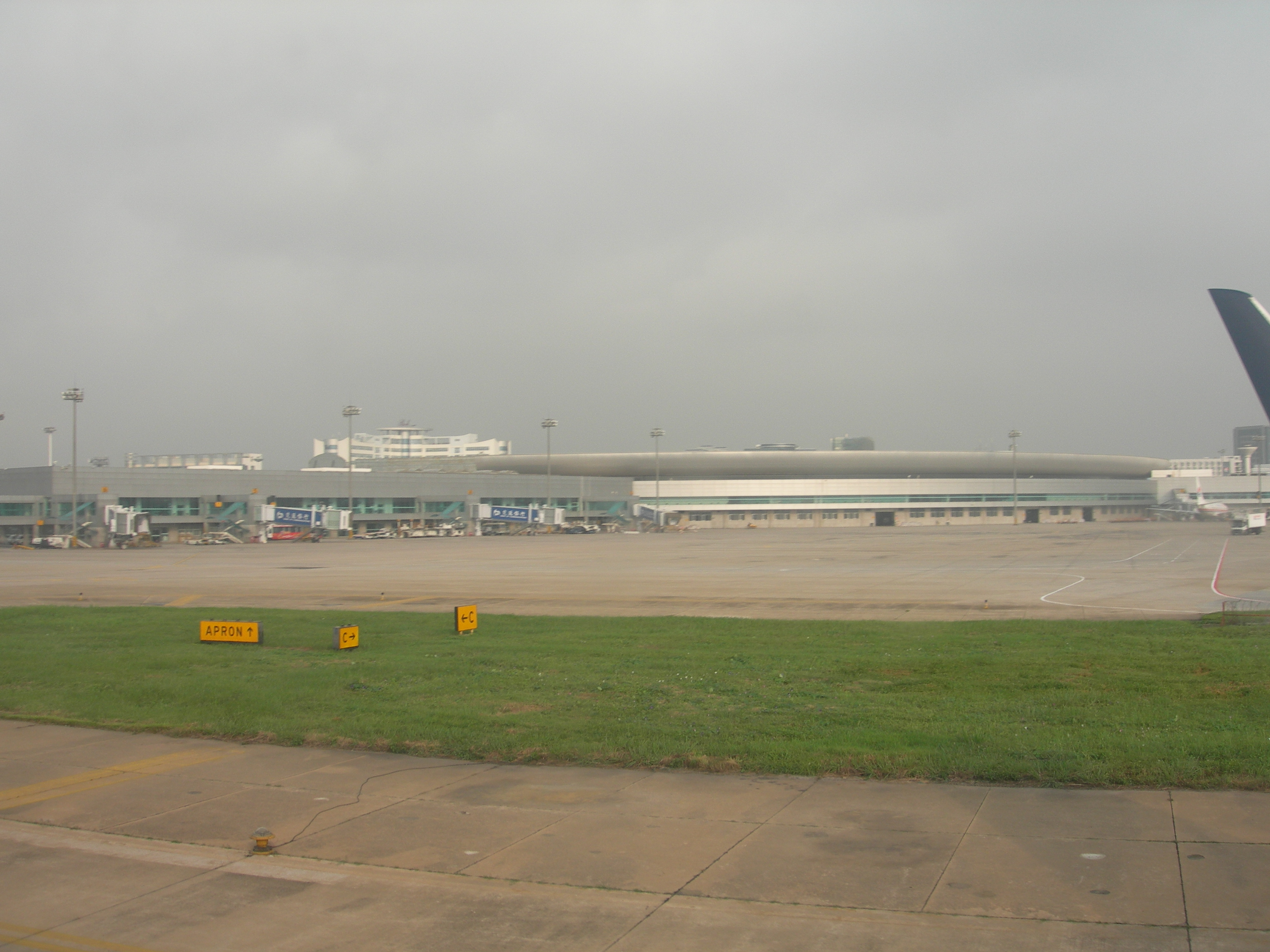
Port lotniczy Kunming-Wujiaba

Port lotniczy Kunming-Wujiaba (IATA: KMG, ICAO: ZPPP) – port lotniczy położony 4 km na południowy wschód od obszaru metropolitarnego Kunming, w prowincji Junnan, w Chińskiej Republice Ludowej.